# Rue Hermite
La rue Hermite est une voie de la commune de Nancy, dans le département de Meurthe-et-Moselle, en Lorraine.

## Situation et accès
La rue Hermite est une rue nancéienne bordant le cours Léopold et la rue de Metz. Elle s'étend de la rue de la Ravinelle à la rue du Chanoine Jacob et est divisée en trois tronçons par la rue Baron Louis et la rue Désilles.

## Origine du nom
La rue Hermite doit son nom à Charles Hermite, mathématicien français et membre de l'Académie des sciences, ayant effectué sa scolarité à Nancy. Monsieur Hermite étant décédé en 1900, la mairie de Nancy a décidé de renommer une des rues avoisinant les facultés pour lui rendre hommage. C'est donc la rue de l'hospice, telle qu'elle se nommait auparavant, qui a été choisie par le décret du 11 novembre 1901,. Plus tôt encore, la rue Hermite était divisée en deux tronçons, nommés «Chemin du petit village» et «Chemin de la Porte Neuve à celle Stanislas».

## Historique
Peu après la fondation de la paroisse Saint-Vincent-Saint-Fiacre en 1771, l'hospice Saint Fiacre a été fondé en 1777 grâce au don du chanoine François-Rémy de Ravinel, dans l'actuelle rue Hermite. Il était destiné au soulagement des malades et à l'enseignement des enfants. Plus tard, il est devenu une maison de visite pour les malades et une école gratuite pour les filles de la paroisse, dont la charge a été confiée à une sœur de la congrégation Saint Charles. L'école disparut à la Révolution française. L'hospice, alors nommé hospice de la liberté, fut quant à lui définitivement supprimé en 1893.
Lorsque la rue Hermite avait encore pour nom rue de l'Hospice, le tronçon la précédant, situé entre la rue de serre et la rue de la Ravinelle, en faisait également partie. C'est le 7 février 1867 que le conseil municipal a adopté plusieurs changements, dont celui qui a renommé ce tronçon rue Lepois. Il fut ensuite rattaché à la rue de la Ravinelle.

## Bâtiments remarquables et lieux de mémoire
- no 4 : hôtel particulier construit par l'architecte Lucien Humbert en 1883
- no 16: Lycée Notre-Dame Saint-Sigisbert
- no 49: Centre chirurgical Emille Gallé